# Caviar pizza
Caviar pizza är ett album från 1994 av Anders F Rönnblom.

## Låtlista
1. Caviar pizza - 6:10
2. Shoppingcenter - 4:30
3. Sannas liv - 3:20
4. Annabeenox - 5:30
5. Stockholmsdröm - 4:45
6. Grand Hotel - 8:30
7. Bara vara nära dig - 3:55
8. Sången om Sveriges väl och ve - 4:30
9. Godståg - 5:55
10. Horn för dig - 2:40
11. Frihetskämpar 4:45
12. Foxtrot (Den Svenska Modellen) - 4:55
13. Jazz (Specialversion) 7:05 (Bonusspår på F-box utgivningen)